# Darlingtonia State Natural Site
El Darlingtonia State Natural Site es un parque del estado y reserva botánica de 18 acres de extensión situado a 5 millas ( 8 km) de distancia de Florence (Oregón), Estados Unidos por la carretera U.S. Route 101, justo al oeste del lago Mercer y sur del lago Sutton que está dedicado a la preservación de una planta rara.

## Características
Darlingtonia californica es una planta carnívora, conocida comúnmente como el lirio cobra, que atrapa insectos en sus hojas que forman una urna tubular, en cuya parte superior presenta una tapa sobre la urna circular que presenta unas hojas bifurcadas con apariencia de lengua de serpiente, eso da a la especie su nombre común. A finales de primavera emergen las flores púrpuras y amarillas que se levantan sobre la urna verde como hojas. Las Darlingtonia se encuentran solamente en prados húmedos y pantanos con suelos ácidos bajos en nitrógeno. Esta rara planta con forma de urna es el único miembro de la familia Sarraceniaceae en Oregón.
El parque tiene un sendero en forma de lazo a través de una zona húmeda pantanosa donde se observan parches de Darlingtonia. Es el único parque del estado de Oregón dedicado a la protección de una sola especie de planta.